# Allioli de codony
L'allioli de codony és un producte típic de la cuina catalana de muntanya; i es fa en indrets del Pallars, l'Alt Urgell, la Cerdanya, el Solsonès i el Berguedà. Aprofita el cultiu del codony, una de les poques fruites ben adaptades a les temperatures fredes de muntanya, propi de la tardor. La majoria de la collita s'utilitza per elaborar el codonyat i el que en resta es fa servir per a aquest allioli.
Es prepara afegint a l'emulsió habitual d'all i oli uns trossos de codony madur, bullit, pelat i sense pinyols. També s'hi acostuma a afegir altres ingredients que el fan un aliment molt complet, com ara ous, poma, pa...
Es tracta d'un producte molt nutritiu i calòric, de gust dolcenc i lleugerament picant, i amb més capacitat de conservació que l'allioli normal. Es converteix en un producte de rebost, molt adequat per a tota mena de plats, tant d'acompanyament per a carns i peixos com de farciment damunt d'una llesca de pa. Es comercialitza en conserva i en pots de vidre, en alguns establiments del Pallars, sobretot en carnisseries i cansaladeries o petites botigues de queviures.
És un aliment molt nutritiu, ja que està elaborat amb tres ingredients molt beneficiosos per al nostre organisme: l'all, el codony i l'oli d'oliva. L'all cru, a banda de donar-hi gust, té propietats antibacterianes, antiparasitàries, anticanceroses, fet que el fa indicat per tractar problemes digestius i d'hipertensió, entre d'altres. El codony és una fruita baixa en sucres i força rica en fibra i vitamines, com la vitamina E, que li dona un poder antioxidant. I, finalment, l'oli d'oliva, que és ric en àcids grassos monoinsaturats i antioxidants amb propietats cardiosaludables.